# Распућин и царица
„Распућин и царица“ (енгл. Rasputin and the Empress) амерички је историјски филм снимљен 1932. у режији Ричарда Болеславског. Радња је смештена у Руско царство у последњим годинама пред Октобарску револуцију и приказује како безобзирни шарлатан Григориј Распућин (кога тумачи Лајонел Баримор) стиче наклоност царице (чији лик тумачи Етел Баримор) и постаје сива еминенција двора, због чега принц Пол Чегодиф (чији лик тумачи Џон Баримор) одлучује да га ликвидира. Филм је познат као једино остварење у коме су два брата и сестра Баримор наступили заједно, али и по тужби коју је против продуцената подигао Феликс Јусупов, одбегли руски племић и Распућинов убица, на коме је заснован лик принца Чегодифа. Разлог је била сцена у којој је сугерисано да је Распућин био љубавник принцезе Наташе, чији је лик заснован на животу Феликсове супруге, принцезе Ирине. Тужба је решена у корист породице Јусупов, те је МГМ био присиљен да исплати за то време велику одштету. То је у Холивуду увело праксу да се на шпици сваког филма наводи обавештење да су сви ликови и догађаји производ фикције, те да је свака сличност са стварним ликовима и догађајима случајна.

## Улоге
| Глумац          | Улога             |
| --------------- | ----------------- |
| Џон Баримор     | Пол Чегодиф       |
| Лајонел Баримор | Григориј Распућин |
| Етел Баримор    | Царица            |
| Ралф Морган     | Цар               |
| Дајана Винјард  | Принцеза Наташа   |
| Ц. Хенри Гордон | Велики кнез Игор  |
| Едвард Арнолд   | Доктор А. Ремезов |